# Лейтес, Иосиф Лейзерович
Иосиф Лейзерович (Лазаревич) Лейтес (19 ноября 1933—2011) — советский и российский учёный в области неорганической химии и химической технологии. Автор ряда технологий абсорбционной очистки газов. Профессор МХТИ им. Д. И. Менделеева.
Член Межправительственной комиссии ООН по изменению климата — лауреата Нобелевской премии мира (2007).

## Биография
И. Л. Лейтес родился в 1933 году, в семье Лазаря Вульфовича Лейтеса (1890—1935) и Веры Абрамовны Селицкой (1902—1972). Отец погиб в автокатастрофе, когда И. Л. Лейтесу ещё не было двух лет. В 1956 году он окончил МХТИ им. Д. И. Менделеева, где специализировался по химической технологии неорганических веществ. Ученик Н. С. Торочешникова и В. М. Бродянского.
C 1956 по 1966 год И. Л. Лейтес работал научным сотрудником в ГИАП, затем до 1996 года заведовал там же лабораторией абсорбционной и мембранной очистки газов.
Одновременно И. Л. Лейтес преподавал в МХТИ им. Д. И. Менделеева, с 1982 года — профессор.
В 1963 году И. Л. Лейтес защитил кандидатскую диссертацию по физической химии в НИФХИ им. Л. Я. Карпова. В 1980 году он защитил докторскую диссертацию по химической технологии в МХТИ.
И. Л. Лейтес читал лекции по энергосбережению и очистке технологических газов в ряде стран (США, Канаде, Китае и др.), выступал с докладами на международных конференциях.
И. Л. Лейтес — член Межправительственной комиссии ООН по изменению климата (IPCC), активный участник программы по очистке атмосферы от диоксида углерода. Деятельность этой комиссии была удостоена Нобелевской премии мира за 2007 год.
С 1996 года И. Л. Лейтес — заместитель главного редактора журнала «Химическая промышленность сегодня».
И. Л. Лейтес умер в 2011 году.

## Научные достижения
Основное направление научной деятельности И. Л. Лейтеса — абсорбция отдельных компонент газовых смесей жидкими абсорбентами. Он также исследовал вопросы растворимости газов с точки зрения термодинамики.
И. Л. Лейтес занимался разработкой энергосберегающих технологий выделения диоксида углерода для промышленных установок производства аммиака и метанола. Результаты его работ внедрены более чем на 20 крупных агрегатах. Он лично принимал участие в пусконаладочных работах на установках производства аммиака, метанола, ацетилена, водорода на многих заводах Советского Союза.
И. Л. Лейтес принимал участие в разработке систем длительного жизнеобеспечения для космических кораблей и подводных лодок, основанных на использовании жидких регенерируемых абсорбентов.
В «Справочнике азотчика» — настольной книге специалистов химической отрасли — есть глава, написанная им и посвященная очистке газов от диоксида углерода.
И. Л. Лейтес — автор более 200 научных работ, 60 патентов, 5 монографий.

### Труды
- Лейтес И. Л., Селицкий А. П., Веранян Р. С. Моноэтаноламиновая очистка газов в производстве синтетического аммиака: Памятка аппаратчику. — М.: Химия, 1970. — 87 с.
- Семенова Т. А., Лейтес И. Л., Аксельрод Ю. В., Маркина М. И., Сергеев С. П., Харьковская Е. Н. Очистка технологических газов. 2-е издание. Под ред. Семеновой Т. А., Лейтеса И. Л. — М.: Химия, 1977. — 488 с.
- Лейтес И. Л., Сосна М. Х., Семёнов В. П. Теория и практика химической энерготехнологии. Под ред. И. Л. Лейтеса. — М.: Химия, 1988. — 280 с.
- Лейтес И. Л. Второй Закон и его 12 заповедей. Популярная термодинамика и химическая энерготехнология. — М.: Изд-во МГУ, 2002. — 176 с.
- Вакк Э. Г., Шуклин Г. В., Лейтес И. Л. Получение технологического газа для производства аммиака, метанола, водорода и высших углеводородов: теоретические основы, технология, катализаторы, оборудование, системы управления: учебное пособие. — М.: [б. и.], 2011. — 478 с. — ISBN 978-5-98801-033-3.